# Präsidentschaftswahl in Kasachstan 2005
Die Präsidentschaftswahl in Kasachstan fand am 4. Dezember 2005 statt. Es war die dritte Wahl des kasachischen Präsidenten seit der Unabhängigkeit des Landes. Aus dieser Wahl ging der bisherige Amtsinhaber Nursultan Nasarbajew als Sieger hervor.

## Kandidaten
Fünf Kandidaten wurden von der Wahlkommission zur Wahl zugelassen. Die waren der bisherige Amtsinhaber Nursultan Nasarbajew (Otan), Scharmachan Tujaqbai (Bündnis „Für ein gerechtes Kasachstan“), Älichan Bäimenow (Demokratische Partei Ak Schol), Jerassyl Äbylqassymow (Kommunistische Volkspartei Kasachstans) und Mels Jeleussisow (unabhängig). Ursprünglich hatten sich insgesamt 18 Kandidaten um eine Zulassung zur Wahl beworben, von denen vier Personen den verpflichtenden Kasachisch-Sprachtest nicht bestanden hatten und ein Kandidat nicht daran teilgenommen hatte. Zwei Kandidaten zogen ihre Kandidatur bereits vor Ablauf der Registrierungsfrist bereits zurück und sechs Kandidaten wurde die Teilnahme von der Wahlkommission verweigert, da sie die nötigen Unterschriften für die Zulassung nicht erreicht hatten.

## Ergebnis
Ergebnis:
| Kandidat                        | Partei                                 | Stimmen   | Anteil   |
| ------------------------------- | -------------------------------------- | --------- | -------- |
| Nursultan Nasarbajew            | Otan                                   | 6.147.517 | 91,15 %  |
| Scharmachan Tujaqbai            | Für ein gerechtes Kasachstan           | 445.934   | 6,61 %   |
| Älichan Bäimenow                | Demokratische Partei Ak Schol          | 108.730   | 1,61 %   |
| Jerassyl Äbylqassymow           | Kommunistische Volkspartei Kasachstans | 23.252    | 0,34 %   |
| Mels Jeleussisow                | unabhängig                             | 18.834    | 0,28 %   |
| Gesamt (Wahlbeteiligung 76,8 %) | Gesamt (Wahlbeteiligung 76,8 %)        | 6.744.267 | 100,00 % |